# ألما أدامكيني
ألما أدامكيني والمعروفة أيضًا بأسم ألما أدامكوس (مواليد 10 فبراير 1927) هي عالمة فقه لغوي وفاعلة خير من أصول ليتوانية أمريكية وهي زوجة رئيس ليتوانيا السابق فالداس أدامكوس، وكانت السيدة الأولى خلال فترتي ولايته (1998-2003) و(2004-2009). كما أنها تحمل الجنسية الأمريكية.

## نشأتها
ولدت ألما أدامكيني في شياولياي. كان والدها «ستاسيس نوتوتاس» رجل أعمال. أما والدتها «أونا سوبليت إن نوتاوتينو» فقد ساعدت زوجها في العديد من الأنشطة التجارية. في عام 1944، عندما عاد الجيش السوفيتي إلى ليتوانيا، فرت ألما نوتاوتينو مع عائلتها إلى الغرب.
أنهت دراستها الثانوية في ألمانيا، ثم درست فقه اللغة في جامعة إرلانجن في نورمبرج.

## حياتها في الولايات المتحدة
في عام 1949، هاجرت ألما نوتاوتينو إلى الولايات المتحدة الأمريكية. عملت لأول مرة كمساعد مختبر في مصنع للصلب. فيما بعد، شغلت منصبًا في شركة تأمين. كما نظمت وشاركت في أنشطة المهاجرين الليتوانيين. تزوجت ألما نوتايتو من فالداس أدامكوس في عام 1951، وأخذت لقب زوجها (تُعرف باسم ألما أدامكوس في الولايات المتحدة).

## السيدة الأولى
خلال الانتخابات الرئاسية التي أجريت في ليتوانيا في عام 1997، قام فالداس أدامكوس بحملة للرئاسة وفاز بها. بعد أن أصبح أدامكوس رئيسًا، انخرطت ألما أدامكيني في العديد من البرامج الاجتماعية الليتوانية التي تركز على رعاية الأطفال. وفي عام 1999، افتتحت مؤسسة «صندوق ألما آدمكيني الخيري».

## التكريمات
- 1998: عضو من الدرجة الأولى في وسام الأمير ياروسلاف الحكيم.[6]
- 2001: الصليب الكبير لأمر النجوم الثلاثة.[7]
- 2004: عضو من الدرجة الأولى في وسام النجم الأبيض.[8]
- 2006: الصليب الكبير في وسام التاج.[9]
- 2007: وسام الصليب الأكبر للأمير هنري.[10]
- 2009: وسام الاستحقاق الضابط الأكبر لجمهورية بولندا [11]